# Alcis venustularia
Alcis venustularia là một loài bướm đêm trong họ Geometridae.